# Софіївка (монета)
«Софі́ївка» — ювілейна монета номіналом 2 гривні, випущена Національним банком України. Присвячена 200-річчю з часу заснування Уманського дендрологічного парку-заповідника «Софіївка» Національної Академії наук України.
Монету введено в обіг 16 вересня 1996 року. Вона належить до серії «Інші монети».

## Опис монети та характеристики
| Номінал грн. | Метал                 | Маса, грам | Діаметр, мм. | Якість виготовлення | Гурт     | Тираж, штук |
| ------------ | --------------------- | ---------- | ------------ | ------------------- | -------- | ----------- |
| 2            | мідно-нікелевий сплав | 14,35      | 33,0         | пруф-лайк           | рифлений | 30 000      |

### Аверс

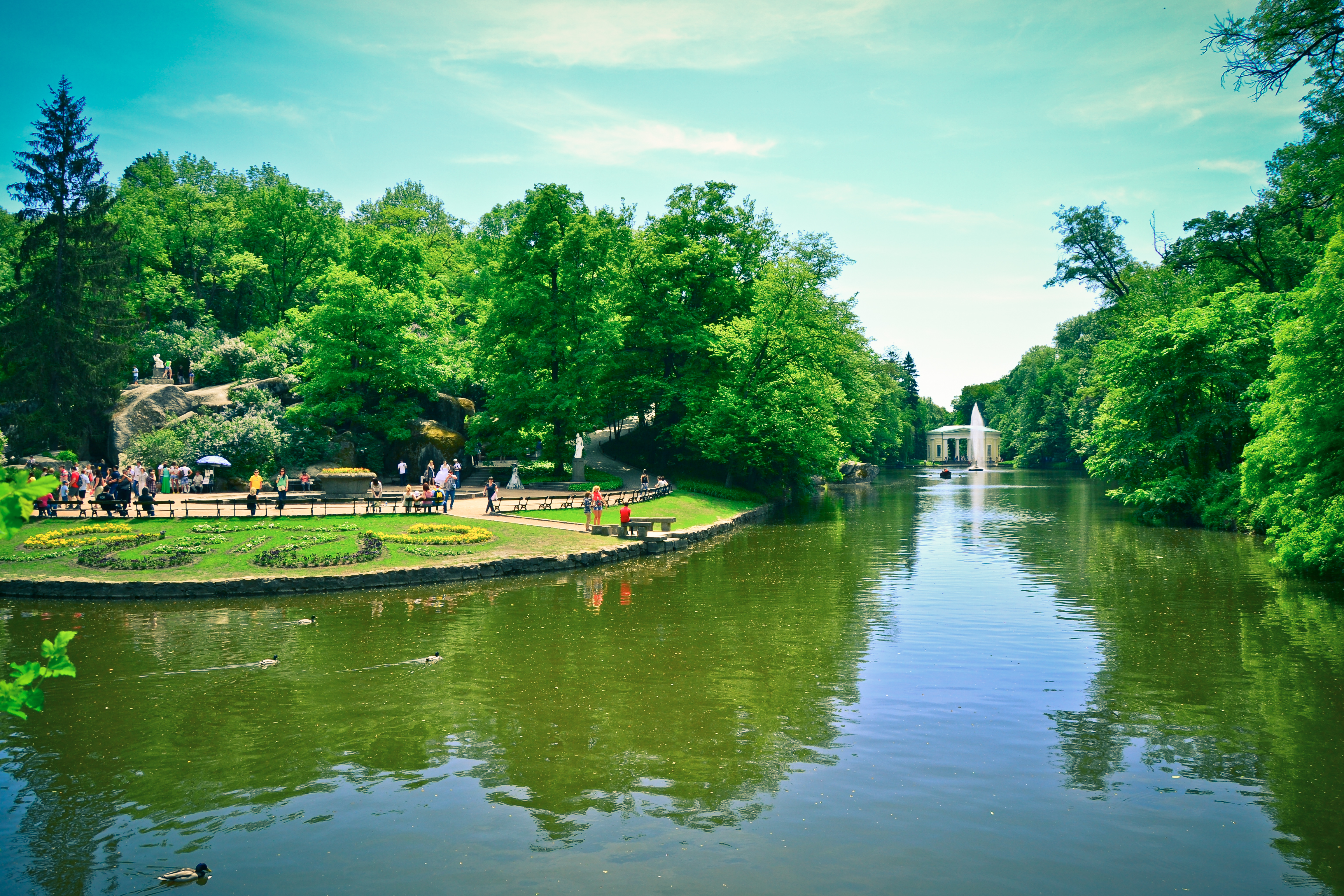
Софіївка, фото 2013 року

На аверсі монети в центрі кола, утвореного намистовим узором, розміщено зображення малого Державного Герба України в обрамленні з двох боків гілок калини. Над гербом розміщена дата «1996» — рік карбування монети. По колу монети написи: вгорі «УКРАЇНА», внизу у два рядки «2 ГРИВНІ».

### Реверс
На реверсі монети в лівій частині поля зображено фрагмент так званої Левкадської скелі величезної гранітної брили, на вершині якої знаходиться оглядовий майданчик Бельведер. Якщо дивитися на Левкадську скелю збоку, то на її грані вгадується чоловічий профіль — за переказом, це профіль засновника парку графа Станіслава Потоцького.

## Автори
- Художники: Івахненко Олександр (аверс); Харук Олександр, Харук Сергій, Таран Володимир (реверс).
- Скульптори Новотни Штефан (аверс), Зобек Драгомир (реверс).

## Вартість монети
Під час введення монети в обіг 1996 року, Національний банк України реалізовував монету за ціною 6 гривень.
Фактична приблизна вартість монети, з роками змінювалася так:
| Рік        | 2005 | 2006 | 2007 | 2008 | 2009 | 2010 | 2011 | 2012 | 2013 | 2014 | 2015 | 2016 | 2017 | 2018 | 2019 | 2020 | 2021 | 2022 | 2023  | 2024  | 2025  |
| ---------- | ---- | ---- | ---- | ---- | ---- | ---- | ---- | ---- | ---- | ---- | ---- | ---- | ---- | ---- | ---- | ---- | ---- | ---- | ----- | ----- | ----- |
| Ціна, грн. | 80   | 150  | 200  | 250  | 320  | 320  | 320  | 320  | 320  | 330  | 500  | 670  | 610  | 710  | 730  | 730  | 800  | 850  | 1 250 | 1 400 | 1 550 |